# Kenneth Turan
Kenneth Turan (Brooklyn, 27 ottobre 1946) è un critico cinematografico statunitense che insegna recensioni di film e tiene corsi di lettorato alla University of Southern California.

## Biografia
Si diplomò allo Swarthmore College, per poi laurearsi alla Columbia University Graduate School of Journalism.
Già giornalista del Washington Post e di TV Guide, lavora per il Los Angeles Times e per la trasmissione Moring Edition sulla National Public Radio.

## Opere
- (EN) The Future is Now, Boston, New York, Houghton Mifflin Harcourt, 1972.
- (EN) Sinema: American Pornographic Films and the People Who Make Them, Greenwood Publishing Group, 1974.
- (EN) I'd Rather Be Wright: Memoirs of an itinerant Tackle, Prentice Hall, 1974.
- (EN) Call Me Anna: The Autobiography of Patty Duke, Bantam Books, 1987.
- (EN) Sundance to Sarajevo: Film Festivals and the World They Made, University of California Press, 2002.
- (EN) Never Coming To A Theater Near You, PublicAffairs, 2004.
- (EN) Now In Theaters Everywhere, PublicAffairs, 2006.